# Jogos seculares
Os Jogos Seculares (em latim: Ludi saeculares, originalmente Ludi Tarentini) eram uma celebração religiosa romana (Ludi) envolvendo sacrifícios e apresentações teatrais realizadas na Roma antiga por três dias e três noites para marcar o fim de um saeculum e o início de um. Um saeculum, supostamente a duração mais longa possível da vida humana, foi considerada como tendo 100 ou 110 anos de duração.
Segundo a mitologia romana, os Jogos Seculares começaram quando um sabino chamado Valesius rezou pela cura da doença de seus filhos e foi sobrenaturalmente instruído a sacrificar no Campus Marte a Dis Pater e Proserpina, divindades do submundo. Alguns autores antigos traçaram as celebrações oficiais dos Jogos desde 509 a.C., mas as únicas celebrações claramente atestadas sob a República Romana ocorreram em 249 e na década de 140 a.C. Eles envolviam sacrifícios aos deuses do submundo durante três noites consecutivas.

Os Jogos foram revividos em 17 a.C. pelo primeiro imperador de Roma, Augusto, com os sacrifícios noturnos no Campo Marte agora transferidos para as Moiras (destinos), a Ilítia (deusas do parto) e Terra Mater ("Mãe Terra"). Os Jogos de 17 a.C. também introduziram sacrifícios diurnos às divindades romanas nas colinas do Capitólio e do Palatino. Certos sacrifícios foram especificados de forma incomum para serem realizados por mulheres casadas. Cada sacrifício foi seguido por apresentações teatrais. Imperadores posteriores realizaram celebrações em 88 e 204 d.C., após intervalos de aproximadamente 110 anos. No entanto, eles também foram mantidos por Cláudio em 47 d.C. para comemorar o 800º aniversário da fundação de Roma, que levou a um segundo ciclo de Jogos em 148 e 248. Os Jogos foram abandonados sob imperadores cristãos posteriores.